# Barhabise (Sindhupalchowk)
Barhabise (nep. बाह्रबिसे) – gaun wikas samiti w środkowej części Nepalu  w strefie Bagmati w dystrykcie Sindhupalchowk. Według nepalskiego spisu powszechnego z 2001 roku liczył on 1521 gospodarstw domowych i 7387 mieszkańców (3566 kobiet i 3821 mężczyzn).